# Domfront en Poiraie
Domfront en Poiraie é uma comuna francesa na região administrativa da Normandia, no departamento de Orne. Estende-se por uma área de 65.49 km². Em 2010 a comuna tinha 4 335 habitantes (densidade: 66,2 hab./km²).
Foi criada em 1 de janeiro de 2016, a partir da fusão das antigas comunas de Domfront (sede da comuna), La Haute-Chapelle e Rouellé.